# Bataille de Vérone (1805)
Troisième Coalition
Batailles
Batailles navales
- Rocher du Diamant (1805)
- Cap Finisterre (1805)
- îles Chausey (1805)
- Trafalgar (1805)
- Cap Ortegal (1805)

Campagne d'Allemagne (1805) : opérations en Bavière - Autriche - Moravie
- Donauwörth
- Wertingen
- Günzburg
- Haslach-Jungingen
- Memmingen
- Elchingen
- Nerenstetten
- Neresheim
- Ulm
- Ried
- Lambach
- Bodenbichl
- Steyr
- Amstetten
- Mariazell
- Dürenstein
- Hollabrunn (Schöngrabern)
- Wischau
- Austerlitz

Campagne d'Italie (1805) : Opérations en Italie du Nord
- Vérone
- Caldiero
- Forano
- Castelfranco Veneto

Invasion de Naples (1806)
- Gaète
- Campo Tenese
- Maida
- Lauria
- Maratea
- Amantea
- Mileto

Cet article concerne la bataille de 1805. Pour celle du Ve siècle, voir bataille de Vérone (403).
La bataille de Verone eut lieu le 18 octobre 1805, Dans le cadre de la Troisième Coalition. Elle opposa, à Vérone (Italie), les armées françaises et autrichiennes.

## Bulletin de l'armée d'Italie
Du 26 vendémiaire an 14

À quatre heures du matin, le général en chef a fait attaquer le pont du vieux château de Vérone ; le mur qui en barrait le milieu, a été renversé par l'effet d'un pétard ; les deux coupures que les Autrichiens avaient faites, ont été rendues praticables à l'aide de planches et de madriers ; et vingt-quatre compagnies de voltigeurs se sont élancées de l'autre côté du fleuve, où elles ont été suivies par la première division.

L'ennemi a vivement défendu le passage ; il a été culbuté et chassé de toutes ses positions après un combat qui a duré jusqu'à six heures du soir. Il a perdu 7 pièces de canon et 18 caissons.

Nous lui avons fait 14 à 1500 prisonniers, et tué ou blessé un nombre d'hommes à-peu-près égal ; il n'a péri de notre côté qu'un petit nombre de combattants.

Nous avons environ 300 blessés qui le sont peu dangereusement.

Il a été construit sur-le-champ une tête de pont, au pont du vieux château.

Nous ferons connaître les suites de cette heureuse journée.

## Ordre de bataille

### Ordre de bataille français
- Division Gardane
  - Détachement du 28e régiment de dragons [1 escadron - 80h]
  - 15e compagnie du 2e régiment d'artillerie à pied [55h] - 4° compagnie de 6° batterie bis du train [64h] - [8 canons - 6 livres + 2 canons - 3 livres + 2 obusiers - 5 livres]
  - 23e régiment de chasseurs à cheval [4 escadrons - 474h]
  - 1re brigade : Compère
    - 22e régiment d'infanterie légère [3 bataillons - 1 680h]
    - 52e régiment d'infanterie de ligne [3 bataillons - 1 540h]
    - Bataillon d’élite [1 bataillon - 272h]

  - 2e brigade : Lanchantin
    - 29e régiment d'infanterie de ligne [3 bataillons - 1 777h]
    - 101e régiment d'infanterie de ligne [3 bataillons - 1 712h]

  - Détachement de la 2e division 2e brigade Lecamus
    - 14e régiment d'infanterie légère [3 bataillons - 1 795h]

  - 2e brigade de cavalerie : Chef de Brigade Davenay (détachement de la division de cuirassiers général Pully)
    - 23e régiment de dragons [4 escadrons - 286h]
    - 30e régiment de dragons [3 escadrons - 193h] (détachement de la réserve Partouneaux - général de brigade Lacour)

## Sources
- www.napoleon-series.org
- Gloire&Empire No 3